# Le Dernier Voyage (film, 1949)
Pour les articles homonymes, voir Le Dernier Voyage.
Pour plus de détails, voir Fiche technique et Distribution.
Le Dernier Voyage (titre original : The Hasty Heart) est un film américano-britannique réalisé par Vincent Sherman, sorti en 1949.
Le film se déroule en Birmanie en 1945. La guerre vient de se terminer. Tous les soldats du camp allié doivent rentrer chez eux. Mais le soldat Lachlan Mac Lachlan, un écossais au dur caractère est maintenu au camp par le médecin en chef car il ne lui reste que peu de temps à vivre. Il tait cette information au premier intéressé et charge une troupe de soldats et une infirmière qu'il met au courant, de veiller sur lui afin qu'il ne meure pas seul.

## Synopsis
À la sortie de la guerre, en 1945, les soldats d'un camp allié en Birmanie doivent rentrer chez eux. Un soldat écossais, Lachlan MacLachlan, a été blessé lors des combats par un éclat d'obus.
Il n'a plus qu'un seul rein et le médecin en chef sait que ce seul rein, malade ne permettra pas au soldat MacLachlan de rester en vie bien longtemps, au plus quelques semaines.
Le sachant seul et sans famille, il le retient de partir pour l’Écosse, son pays natal, prétextant une surveillance médicale. L'Écossais se sent lui, en pleine forme et est furieux de ne pouvoir retrouver sa terre pour laquelle il finit justement de payer ses dernières traites.
Le médecin chef met dans la confidence un petit groupe de soldats et une infirmière de la gravité de l'état de santé de MacLachlan, les chargeant de veiller sur lui jusqu'à son dernier instant, afin « qu'il ne meure pas seul, mais entouré de ses amis ».
Cependant, malgré les tentatives pour se rapprocher de cet ami imposé, le soldat écossais reste impassible à toute marque d'affection, rejetant les unes après les autres les approches de ses compagnons.
Ces derniers, lassés, finissent par abandonner.
Mademoiselle Parker, l'infirmière leur rappellera qu'il n'a personne à aimer, qu'il ne l'a jamais été. C'était un enfant bâtard, sujet aux insultes et aux critiques dès son plus jeune âge. La vie l'a rendu ainsi. De ce fait, le petit groupe reprend sa mission d'accompagnement.
Ils profitent de son jour anniversaire pour lui offrir un uniforme de parade de l'armée écossaise.
Finalement touché par autant d'empathie et de gentillesse, MacLachlan ne sait plus quoi dire et la carapace qu'il s'était forgée s'effrite peu à peu pour laisser entrevoir un homme sensible.
À peine cette belle fraternité forgée, le médecin chef en vient à discuter avec l'Écossais ; il lui dévoile la raison pour laquelle il l'a maintenu au camp et que désormais il est libre de partir, selon les ordres de la hiérarchie militaire.
MacLachlan comprend alors que toute cette gentillesse devait être feinte et qu'une fois encore dans sa vie, il avait été abusé et désabusé par le genre humain.
Ce n'est qu'après un ultime discours de Yank, le soldat américain du groupe que MacLachlan comprendra qu'une vraie amitié était née entre eux tous.
Une dernière photo souvenir sera prise avant le départ, le groupe d'amis immortalisant l'amitié qui perdurera malgré les milliers de kilomètres qui les sépareront peu après.

## Fiche technique
- Titre : Le Dernier Voyage
- Titre original : The Hasty Heart
- Réalisation : Vincent Sherman, assisté de Cliff Owen (non crédité)
- Scénario : Ranald MacDougall d'après la pièce éponyme de John Patrick
- Photographie : Wilkie Cooper
- Montage : Edward B. Jarvis
- Musique : Jack Beaver
- Direction musicale : Louis Levy
- Direction artistique : Terence Verity
- Costumes : Peggy Henderson
- Société de production : Warner Bros. Pictures et Associated British Picture Corporation (ABPC)
- Pays d'origine : États-Unis, Royaume-Uni
- Format : Noir et blanc - 35 mm - 1,37:1 - Mono (RCA Sound System)
- Genre : Drame
- Durée : 102 minutes
- Dates de sortie : 
  - États-Unis : 2 décembre 1949
  - France : 16 mars 1951

## Distribution
- Ronald Reagan : Yank
- Patricia Neal : Sœur Parker
- Richard Todd : Cpl. Lachlan 'Lachie' MacLachlan
- Anthony Nicholls : Lieutenant Colonel Dunn
- Howard Marion-Crawford : Tommy